# Markus Prachensky
Markus Prachensky (* 21. März 1932 in Innsbruck; † 15. Juli 2011 in Wien) war ein österreichischer Maler und Grafiker des Informel.

## Leben

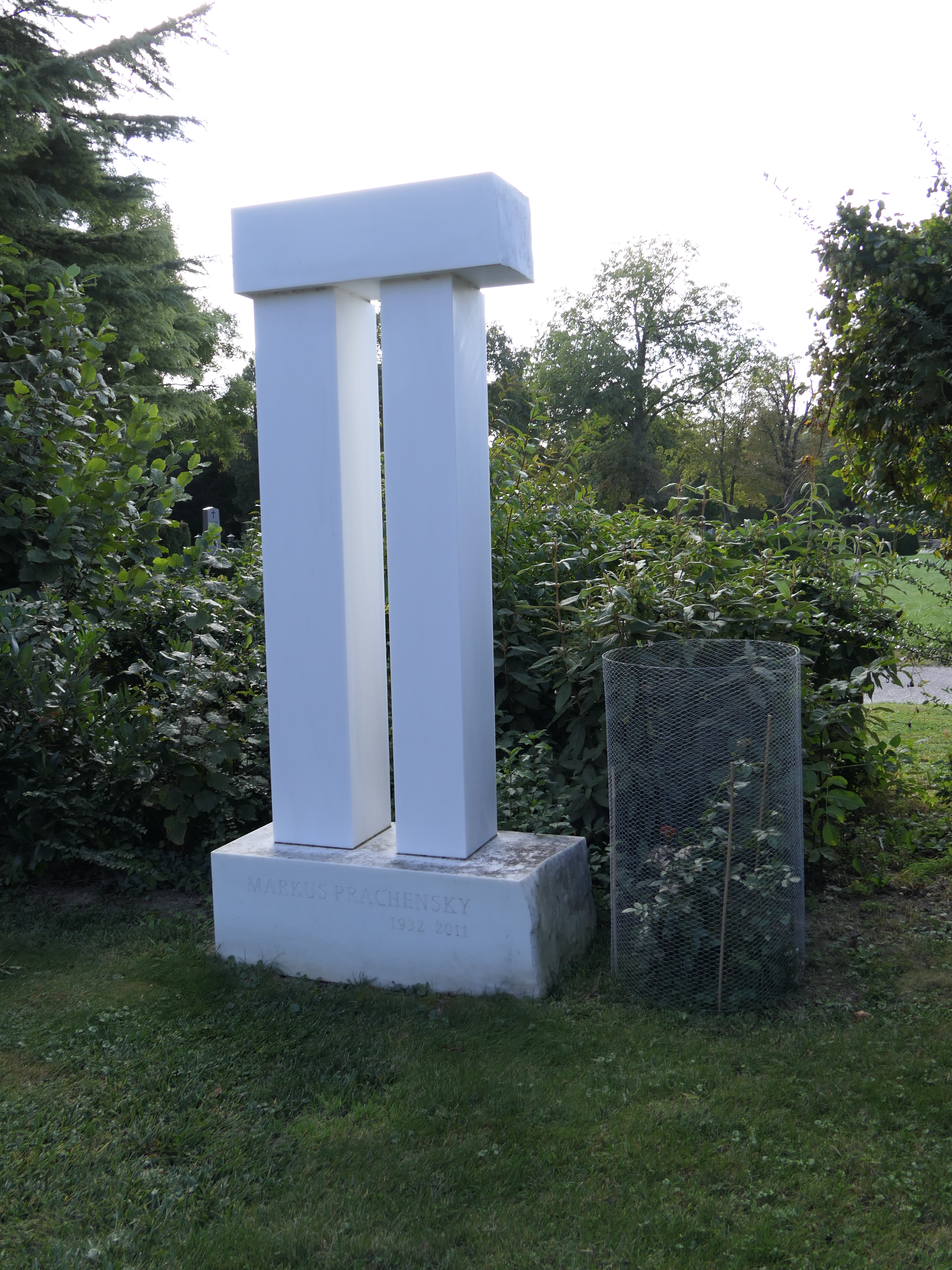
Grab von Markus Prachensky

Prachensky wurde als Sohn des Architekten und Malers Wilhelm Nicolaus Prachensky geboren. Seine Mutter Henriette Hnidy entstammte einer k.u.k. Offiziersfamilie. Sein Cousin war der Innsbrucker Architekt Hubert Prachensky.
Nach der Matura siedelte er 1952 nach Wien über und begann ein Architekturstudium an der Akademie der bildenden Künste Wien (mit Diplom). Ab 1953 studierte er dort zusätzlich Malerei.
1956 gründete Prachensky, gemeinsam mit Wolfgang Hollegha, Josef Mikl und Arnulf Rainer, die Künstlergruppe „Galerie nächst St. Stephan“, die sich um den Wiener Priester Otto Mauer, den Domprediger an St. Stephan, versammelte. 1957 wurde die Gruppe in einer umfangreichen Ausstellung der Wiener Secession vorgestellt. Prachensky wurde deren Mitglied. Von 1983 bis zu seiner Emeritierung 2000 hielt er eine Professur an der Akademie der Bildenden Künste Wien und war Leiter der Meisterschule für Malerei. Prachensky gilt als einer der wichtigsten Vertreter der österreichischen Avantgarde und des Informel in Österreich.
Er lebte und arbeitete zuletzt in Wien. Sein Ehrengrab befindet sich am Wiener Zentralfriedhof (Gruppe 33 G).

## Einzelausstellungen
- 1956, 1958, 1960, 1962, 1966: Galerie nächst St. Stephan, Wien
- 1959: Documenta II
- 1960: Galerie 59, Aschaffenburg; 21. Mai 1960 Aktion im Stadttheater Aschaffenburg: Peinture liquide zur halbstündigen elektronischen Musik des Darmstädter Komponisten Hermann Heiß
- 1961: Galerie Schüler, Berlin
- 1970: Austrian Institute, New York; Kunstverein Hannover
- 1972: Retrospektive. Ulmer Museum, Ulm
- 1975, 1976, 1978, 1995: Galerie Ulysses, Wien
- 1977: Galerie „Der Spiegel“, Köln
- 1979: Retrospektive 1953–1978. Akademie der bildenden Künste Wien
- 1995: Kunstverein, Augsburg
- 1996: Galerie Accademia, Salzburg
- 1997: Neue Galerie der Stadt Linz, Linz; Tiroler Landesmuseum Ferdinandeum, Innsbruck; Galerie Ulysses, Wien
- 1999: Kulturinstitut Bozen (Italien),
- 2000: Markus Prachensky Die Akademiejahre. Bilder 1983–2000. Akademie der bildenden Künste Wien
- 2002: Porträtausstellung: Oberes Belvedere, Wien
- 2004: Kunstsammlungen Chemnitz
- 2007/2008: PRACHENSKY - Frühe und späte Werke. Essl Museum – Kunst der Gegenwart, Klosterneuburg/Wien
- 2016: Markus Prachensky, Galerie bei der Albertina, Zetter (Wien), Einzelausstellung
- 2017: Markus Prachensky. Albertina, Wien

## Arbeiten in öffentlichem Besitz (Auswahl)
- Museum für Moderne Kunst Frankfurt
- Schloss Belvedere, Wien
- Sammlung Essl, Klosterneuburg
- Zentrum für Kunst und Medientechnologie, Karlsruhe

## Auszeichnungen (Auswahl)
- 1992: Ehrenmedaille der Bundeshauptstadt Wien in Gold
- 2000: Österreichisches Ehrenzeichen für Wissenschaft und Kunst
- 2003: Preis der Stadt Wien für Bildende Kunst
- 2001: Berufung in die Kurie für Kunst des Österreichischen Ehrenzeichens
- 2006: Großes Goldenes Ehrenzeichen für Verdienste um die Republik Österreich[3]